# Stylianos Farantakis
Stylianos Farantakis (Grieks: Στυλιανος Φαραντακης) (Chania, 25 mei 1995) is een Grieks voormalig wielrenner.

## Carrière
Als junior werd Farantakis tweemaal op rij nationaal kampioen tijdrijden. In de wegwedstrijd eindigde hij tweemaal op het podium, maar nooit op de hoogste trede.
Als eerstejaars belofte nam Farantakis deel aan onder meer de Ronde van Vlaanderen, waar hij op plek 88 eindigde. Eind juni werd hij nationaal kampioen op de weg in zijn categorie. Twee weken later nam hij deel aan de wegwedstrijd op het Europese kampioenschap, die hij niet uitreed. In 2015 werd hij vijfde in de door Erik Baška gewonnen wegwedstrijd op het Europese kampioenschap.
In 2017 werd Farantakis, achter Polychronis Tzortzakis en Charalampos Kastrantas, derde op het nationale kampioenschap tijdrijden. Twee dagen later was enkel Kastrantas sneller in de wegwedstrijd. Op het wereldkampioenschap werd hij dertiende in de wegwedstrijd voor beloften. Tweeënhalve week later werd hij achtste in de beloftenversie van Parijs-Tours.
In 2018 en 2019 werd Farantakis Grieks kampioen tijdrijden bij de elite.

## Overwinningen
2012
 Grieks kampioen tijdrijden, Junioren
2013
 Grieks kampioen tijdrijden, Junioren
2014
 Grieks kampioen op de weg, Beloften
2015
 Grieks kampioen op de weg, Beloften
2016
 Grieks kampioen tijdrijden, Beloften
 Grieks kampioen op de weg, Beloften
2018
 Grieks kampioen tijdrijden, Elite
2019
2e etappe Ronde van Egypte
Eindklassement Ronde van de Loire-Atlantique
 Grieks kampioen op de weg, Elite

## Resultaten in voornaamste wedstrijden
|      | \| Jaar \| \| WK op de weg \| \| ---- \| \| ------------ \| \| 2018 \| \| opgave \| \| 2019 \| \| opgave \| |              |
| Jaar | | WK op de weg |
| 2018 | | opgave       |
| 2019 | | opgave       |